# Стрелци (община Кичево)
Вижте пояснителната страница за други значения на Стрелци.
Стрелци (изписване до 1945 Стрѣлци, на македонска литературна норма: Стрелци; на албански: Strellca) е село в Северна Македония, община Кичево.

## География
Селото е разположено в областта Горно Кичево в западните склонове на Челоица.

## История
Според „Кичево в миналото си и сега“ Стрѣлци е заселено от арнаути дошли от Полога в XVIII век.
В XIX век Стрелци е село в Кичевска каза на Османската империя. Според статистиката на Васил Кънчов („Македония. Етнография и статистика“) към 1900 година в Стрелци живеят 95 арнаути мохамедани.
На Етнографската карта на Битолския вилает на Картографския институт в София от 1901 година Стрелци е чисто албанско село в Кичевската каза на Битолския санджак с 12 къщи.
След Междусъюзническата война в 1913 година селото попада в Сърбия.
Според преброяването от 2002 година селото има 1421 жители.
| Националност | Всичко |
| македонци    | 0      |
| албанци      | 1409   |
| турци        | 0      |
| роми         | 0      |
| власи        | 0      |
| сърби        | 0      |
| бошняци      | 0      |
| други        | 12     |

От 1996 до 2013 година селото е част от Община Осломей.